# 风筝
风筝是中国历史悠久的传统游戏，亦称风琴、纸鹞、纸鸢等。古代南方稱之為鷂，北方稱之為鳶，並稱南鷂北鳶。晚唐，人们在纸鸢上加装哨子，其鸣如筝如琴，故称之为“风筝”或“风琴”。现代以风筝作为统称，包括没有风哨的纸鸢。
其他方言的称呼有鷂子（烟台话、上海话）、紙鷂（福州话）、風吹（臺語、闽南话、貴陽話）、風燈（武汉话、湖南话）、毫（郑州话、开封话）、風子（西安话）、風籠（合肥话）、風禽（客家话）、鹰（黟县话）、鷂（浦城话、雷州话、温州话）等。

## 历史
中国傳説魯班用木头製作风筝，稱之爲“木鳶”，《渚宫旧事》记载「（魯班）尝为木鸢，乘之以窥宋城」；然而《呂氏春秋·爱类》記載“公输般为高云梯，欲以攻宋。墨子闻之，自鲁往，裂裳裹足，日夜不休，十日十夜而至于郢，见荆王曰：‘臣北方之鄙人也，闻大王将攻宋，信有之乎？’”提到魯班當時制造的是“高雲梯”，而不是木鳶。
《韩非子·外储说》記載木鳶的發明者是墨子，云「（墨子）费时三年，以木制木鸢，飞升天空」，墨子在鲁山（今山东潍坊境内）「為木鳶，三年而成，蜚一日而敗」。意思是说墨子曾就研究试制了三年，以木板制成了一只木鸟，將其放飛並使其成功飛起，飞行一天后就损坏。墨子制造的「木鸢」（或「木鹞」）就是世界上最早的风筝，距今已有二千四百多年。另《康熙字典》中釋義的木鳶發明者也是“墨翟”。另外，《墨子》中記載魯班發明的“木鵲”比墨子的“木鳶”更加精巧，称其“（公輸子）削竹木以為鵲，成而飛之，三日不下”。后東漢蔡倫發明造紙术後，才開始出現紙做的風箏，稱爲“紙鳶”。
据说汉朝大将韩信曾利用风筝进行测量。梁武帝时曾利用风筝传信，但未成功。南北朝有人背着风筝从高处跳下而没有跌死。唐朝的张丕被围困时曾利用风筝传信求救兵，書有“三日不解，臨名士且為悅食”之言，取得了成功。从唐朝开始，风筝逐渐变成玩具。到了晚唐，风筝上已有用丝条或竹笛作成的响器，风吹声鸣，因而有了“风筝”的名字。也有人说“风筝”这名字起源于五代，从李邺用纸糊风筝，并在它上面装竹笛开始。公元十三世纪意大利旅行家马可·波罗将风筝传入欧洲。
清朝道光年间，郭麟吟清明的一首竹枝词描绘道：“一百四日小寒食，冶游争上白浪河，纸鸢儿子秋千女，乱比新来春燕多。”郑板桥有诗曰：“纸花如雪满天飞，娇女秋千打四围，飞彩罗裙风摆动，好将蝴蝶斗春归。”，风筝艺术亦达到鼎盛阶段。

## 分类
中国传统文化的风筝一般分为以下三大类：
软翅风筝：主体骨架多数做成浮雕式，骨架有单层、双层和多层，升力片（翅）由一根主翅条构成，翅膀的后半部是软性的，没有主条依附。
硬翅风筝：骨架由上下两根竹条做成，两侧边缘高，中间略凹，翅的端部向后倾，使风能从两翅的端部逸出。
板子风筝：即平面型风筝，升力片是主体，无凸出部分，风筝四边有竹条文撑，是少年儿童最喜爱的一种。
其他主要类型还包括串子类、立体类、桶行形类、自由类（其特点是运用现代新技术和外国风筝之长）等等。

## 产地和制作方法

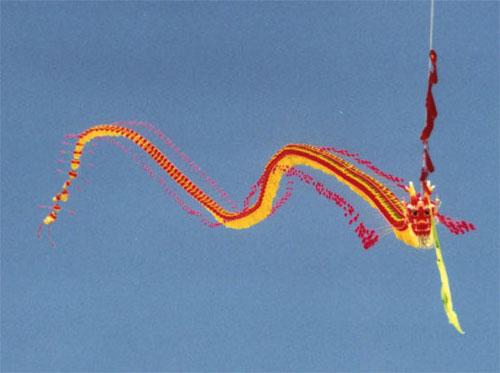
“龙形风筝”主要以龙头蜈蚣风筝为主，也是潍坊风筝的一大特色

开封、北京、天津、潍坊、南通、阳江并称中国六大传统风筝产地，而全国最大的风筝制造地在山东的潍坊，被称为“世界风筝之都”。
风筝的做法一般是采用竹子或竹篾做龙骨，贴上纸、丝绢、尼龙布、塑料膜、纱纸条、马拉纸等，并可绘上鲜艳的颜色。首先要将竹篾浸水，令竹篾软身，再用刀将竹篾破开，约三分之一粗度，然后修半形，因为稍后要将竹篾贴在马拉纸上，如果太粗，竹篾会拉破纸张，同时竹篾太粗，纱纸条就贴不稳。将修好的竹篾裁成两条长短适当的长度，约为16英寸及23英寸。下一步，就将马拉纸裁成一个四方，长约24英寸，马拉纸是一种非常粗糙的纸张，最适合作风筝之用。此时，可以将竹篾贴在纸上，并将长长的竹篾用纱纸扎在短的三份之一，然后慢慢屈曲，直至长竹篾两端触到纸的对角之上将它贴好。最后一步就将风筝的尾巴贴在风筝的下方，校好线与风筝的角度后，就可起放。
风筝的尾巴是平衡风筝的主要工具，当风筝乘风而上之时，如果一方较重，风筝就会偏向这方，而尾巴最好比较长，因为越长就会有一个重量令风筝头部升起，使全身受风，平衡倾斜的一方。风筝的丝线可以用牛皮线、棉线、玻璃线等线，辘可分圆线辘及排辘将线扎在风筝上，要成一斜角。

## 延伸阅读
[在维基数据编辑]
 《欽定古今圖書集成·博物彙編·藝術典·風箏部》，出自陈梦雷《古今圖書集成》